# Euneophlebia
Euneophlebia là một chi bướm đêm thuộc họ Noctuidae.